# Бордаков Григорій Фокич
Григорій Фокич Бордаков (1924р., с. Шишківка Корюківського р-ну Чернігівської обл. – 1997 р., м. Кишинів Молдавія) – Герой Радянського Союзу.

## Біографія
Народився в с. Шишківка Корюківського району у 1924 році у бідній селянській родині. Третя дитина в сім’ї – Грицько – пішов у сім років до школи. Навчання було нелегким, особливо важкими виявилися роки Голодомору (1932-1933). Та сім’я Бордакових вижила. Початок війни сімнадцятирічний Григорій зустрів у рідному селі. Як міг, так і допомагав рідним пережити війну.
У вересні 1943 року фронт докотився до Шишківки. Відразу ж Григорій пішов у діючу армію. Воював на Першому Українському фронті, з липня 1944 року – на Другому Прибалтійському, з січня 1945 року – знову на Першому Українському.
За вміле і рішуче командування взводом при форсуванні р. Одер, за знищення ворожої сили, за особисту мужність, хоробрість і героїзм, проявлені в боях з ворогом Наказом Президії Верховної Ради СРСР від 10.04.1945 року Бордакову Григорію Фокичу присвоєно почесне звання Героя Радянського Союзу.
Після закінчення війни Григорій Фокич повернувся у рідну Шишківку. Відбудовував  народне господарство, працював у селі на різних роботах, ростив своїх дітей (син і 3 доньки). Стало погіршуватися здоров’я. Донька забрала його у Молдавію. Помер 11 квітня 1997 року. Похований у Кишиневі на спеціальному кладовищі для військовослужбовців на Алеї Героїв.